# 大野目交差点
| 大野目交差点 | 大野目交差点 | 大野目交差点 |
| ------------ | ------------ | ------------ |
| 供用開始     | 供用開始     | 2014年8月3日 |
| 総事業費     | 総事業費     | 約104億円    |
| 構造基準     | 構造基準     | 第3種第1級   |
| 設計速度     | 設計速度     | 80km/h       |
| 車線数       | 車線数       | 全4車線      |
| トンネル数   | トンネル数   | 1本          |
| 経緯         | 事業着手     | 2004年度     |
| 経緯         | 工事着手     | 2007年度     |
| 工事延長     | 工事延長     | 1.2km        |
| 高さ         |              |              |
| 幅員         | 車道         | 38.5m        |
| 幅員         | 路肩         |              |
| 幅員         | トンネル     |              |

大野目交差点（だいのめこうさてん）は、山形県山形市にある交差点。

## 概要
国道13号の山形バイパスに整備された山形市の大野目地区から浜崎地区を結ぶ立体交差点となっている。南北を走る国道13号が立体化しており、山形県道19号山形山寺線と山形県道174号大野目内表線が接続。

## 背景
かつての大野目交差点は山形県内最大の渋滞箇所として知られており、平面交差点の時代は最大で1350mの渋滞が発生していた。渋滞による追突事故なども過去に発生しており、交差点付近で起きる事故の内訳の大半が追突事故であった 。これら問題の解消を目的とし2004年から事業に着手。大野目交差点北部にある山形北インターチェンジへのアクセス向上や、同じく北部にある山形県立中央病院への渋滞による救急搬送の搬送時間の遅延を防ぐ目的なども挙げられている。
山形バイパスには大野目交差点より南部に飯田交差点や松山交差点がありこれらの交差点でも以前は渋滞が発生したが、立体交差点となってからは解消されており、大野目交差点の立体化も続いて進められ、約7年の工事を経て2014年8月3日に本線が開通した。
立体交差点が実現し、1年後の2015年に公表されたデータでは交通事故が6割減少し、並行する県道（山形県道22号山形天童線など）から国道13号を利用する車両が増え、断面交通量が1日約5600台増加。朝夕の通勤時間の短縮他、天童市のNDソフトスタジアムで行われるモンテディオ山形のホーム戦開催時の交通渋滞も緩和されたとの報告がされた。

## 沿革
- 2004年 - 立体交差点の事業着手。
- 2007年 - 立体交差点の工事が着手される。
- 2013年3月28日 - 山形県道19号山形山寺線の穂積バイパスの供用が開始される。これに伴い、大野目交差点の位置が南に約300m移動。立体交差点もこの部分に建設される[5]。
- 2014年8月3日 - 立体交差点の本線部分が開通。側道及び歩道の工事は引き続き行われる[1]。

## 起終点
- 自：山形県山形市大野目一丁目
- 至：山形県山形市浜崎

## 周辺
交差点のすぐ近くにはヤマダ電機山形本店やニトリ山形北店、東京インテリア家具山形店などと言った店舗が存在する。1991年6月に開店したヨークベニマル大野目店も存在したが、大野目交差点改良事業の完成に伴い、交通の流れの変化と共に買い物客が減少した為、山形市総合スポーツセンターの北側に2017年4月28日に落合店へ新築移転した。